# Andraž Kirm
Andraž Kirm (Liubliana, RFS de Yugoslavia, 6 de septiembre de 1984) es un exfutbolista esloveno que jugaba como centrocampista o delantero.

## Trayectoria
Después de iniciar su carrera en un club pequeño como Šmartno se trasladó al Slovan en 2002, un club reconocido por su buen trabajo con los jugadores jóvenes. En 2004, se fue a su tercer club de la capital eslovena, el Ljubljana Svoboda, donde se estableció como un jugador del primer equipo. Su talento no pasó desapercibido y posteriormente se unió al club de la primera división eslovena, el NK Domžale, en el verano de 2005. En su primera temporada, la 2005-06, jugó 29 partidos en la liga. En las siguientes campañas, las 2006-07 y 2007-08, ganó dos títulos con Domžale, además de ganar la Supercopa de Eslovenia en 2007. En la temporada 2008-09, fue el máximo asistente de la liga.
El 2 de julio de 2009, se trasladó al equipo campeón de la Ekstraklasa, el Wisła Cracovia, firmando por cinco años. De inmediato se estableció como un jugador titular en el equipo, jugando en 37 partidos de competición en la temporada 2009-10, mientras Wisła terminó segundo en la liga. En la siguiente campaña, ganó la Ekstraklasa y fue el máximo goleador del club con 9 goles en la liga.
El 30 de agosto de 2012, fue trasladado al FC Groningen de la Eredivisie. Su contrato con el club neerlandés expiró en 2014, año en el cual ficha por el AC Omonia de Chipre.
Después de haber pasado por Polonia, Países Bajos y Chipre, regresa a Eslovenia en 2016 para jugar en el NK Olimpija Ljubljana y deja el club en 2017, mismo año en el que retorna al NK Domžale. A finales de diciembre de 2018, se hizo oficial su marcha al NK Bravo de la Segunda División, aunque a final de temporada lograron el ascenso a la Primera Liga. Se retiró en ese club en 2022.

## Selección nacional
Hizo su debut con la selección de Eslovenia el 22 de agosto de 2007, en un partido amistoso ante Montenegro en Podgorica. En su segunda aparición con su selección, asistió a Milivoje Novakovič en un partido de clasificación para la Eurocopa 2008 contra Luxemburgo, donde Eslovenia ganó 3-0. A partir de ese momento, se convirtió en uno de los jugadores más importantes del equipo dirigido por el entonces entrenador del seleccionado, Matjaž Kek. Kirm fue el único jugador, además de Novakovič, que jugó en todos los partidos de clasificación para la Copa del Mundo de 2010. También apareció en la alineación titular en los dos partidos del play-off contra Rusia. Eslovenia se clasificó para la Copa Mundial de Fútbol de 2010 tras ganarle al equipo ruso por la regla de gol de visitante. En la Copa del Mundo, jugó en los tres partidos de la fase de grupos.

### Participaciones en Copas del Mundo
| Mundial                        | Sede      | Resultado      | Partidos | Goles |
| ------------------------------ | --------- | -------------- | -------- | ----- |
| Copa Mundial de Fútbol de 2010 | Sudáfrica | Fase de grupos | 3        | 0     |

### Goles internacionales
| #  | Fecha                 | Lugar                                 | Oponente      | Marcador | Resultado | Competición                        |
| -- | --------------------- | ------------------------------------- | ------------- | -------- | --------- | ---------------------------------- |
| 1. | 12 de agosto de 2009  | Ljudski vrt, Máribor, Eslovenia       | San Marino    | 3–0      | 5–0       | Eliminatorias para el Mundial 2010 |
| 2. | 3 de marzo de 2010    | Ljudski vrt, Máribor, Eslovenia       | Catar         | 3–0      | 4–1       | Amistoso                           |
| 3. | 4 de junio de 2010    | Ljudski vrt, Máribor, Eslovenia       | Nueva Zelanda | 3–1      | 3–1       | Amistoso                           |
| 4. | 29 de febrero de 2012 | Estadio Bonifika, Koper, Eslovenia    | Escocia       | 1–0      | 1–1       | Amistoso                           |
| 5. | 15 de agosto de 2012  | Estadio Stožice, Liubliana, Eslovenia | Rumania       | 4–2      | 4–3       | Amistoso                           |
| 6. | 7 de junio de 2013    | Laugardalsvöllur, Reikiavik, Islandia | Islandia      | 1–0      | 4–2       | Eliminatorias para el Mundial 2014 |

## Clubes
| Club                  | País         | Año       |
| --------------------- | ------------ | --------- |
| ND Slovan             | Eslovenia    | 2002-2003 |
| NK Svoboda            | Eslovenia    | 2004-2005 |
| NK Domžale            | Eslovenia    | 2005-2009 |
| Wisła Cracovia        | Polonia      | 2009-2012 |
| FC Groningen          | Países Bajos | 2012-2014 |
| AC Omonia             | Chipre       | 2014-2016 |
| NK Olimpija Ljubljana | Eslovenia    | 2016-2017 |
| NK Domžale            | Eslovenia    | 2017-2018 |
| NK Bravo              | Eslovenia    | 2019-2022 |

## Palmarés

### Campeonatos nacionales
| Título                    | Club           | País      | Año  |
| ------------------------- | -------------- | --------- | ---- |
| Primera Liga de Eslovenia | NK Domžale     | Eslovenia | 2007 |
| Supercopa de Eslovenia    | NK Domžale     | Eslovenia | 2007 |
| Primera Liga de Eslovenia | NK Domžale     | Eslovenia | 2008 |
| Ekstraklasa               | Wisla Cracovia | Polonia   | 2011 |
| Segunda Liga de Eslovenia | NK Bravo       | Eslovenia | 2019 |

### Distinciones individuales
| Distinción                                       | Año  |
| ------------------------------------------------ | ---- |
| Máximo asistente de la Primera Liga de Eslovenia | 2009 |